# Opel Rekord P1
 (février 2024).
La mise en forme du texte ne suit pas les recommandations de Wikipédia : il faut le « wikifier ».
Les points d'amélioration suivants sont les cas les plus fréquents :
- Les titres sont pré-formatés par le logiciel. Ils ne sont ni en capitales, ni en gras.
- Le texte ne doit pas être écrit en capitales (les noms de famille non plus), ni en gras, ni en italique, ni en « petit »…
- Le gras n'est utilisé que pour surligner le titre de l'article dans l'introduction, une seule fois.
- L'italique est rarement utilisé : mots en langue étrangère, titres d'œuvres, noms de bateaux, etc.
- Les citations ne sont pas en italique mais en corps de texte normal. Elles sont entourées par des guillemets français : « et ».
- Les listes à puces sont à éviter, des paragraphes rédigés étant largement préférés. Les tableaux sont à réserver à la présentation de données structurées (résultats, etc.).
- Les appels de note de bas de page (petits chiffres en exposant, introduits par l'outil «  Source ») sont à placer entre la fin de phrase et le point final[comme ça].
- Les liens internes (vers d'autres articles de Wikipédia) sont à choisir avec parcimonie. Créez des liens vers des articles approfondissant le sujet. Les termes génériques sans rapport avec le sujet sont à éviter, ainsi que les répétitions de liens vers un même terme.
- Les liens externes sont à placer uniquement dans une section « Liens externes », à la fin de l'article. Ces liens sont à choisir avec parcimonie suivant les règles définies. Si un lien sert de source à l'article, son insertion dans le texte est à faire par les notes de bas de page.
- La présentation des références doit suivre les conventions bibliographiques. Il est recommandé d'utiliser les modèles {{Ouvrage}}, {{Chapitre}}, {{Article}}, {{Lien web}} et/ou {{Bibliographie}}. Le mode d'édition visuel peut mettre en forme automatiquement les références.
- Insérer une infobox (cadre d'informations à droite) n'est pas obligatoire pour parachever la mise en page.

Pour une aide détaillée, merci de consulter Aide:Wikification.
Si vous pensez que ces points ont été résolus, vous pouvez retirer ce bandeau et améliorer la mise en forme d'un autre article.
L’Opel Rekord P1, à l'origine Opel Olympia Rekord P, est une automobile qu'Opel présente à l'été 1957 comme le successeur de l'Opel Olympia Rekord et construite jusqu'à la fin de 1962. Une caractéristique de ce modèle est les fenêtres panoramiques inspirées des véhicules américains.
La Rekord P1 est un grand succès commercial tant au niveau national qu'à l'exportation. Entre août 1957 et juillet 1960, 509 110 véhicules furent livrés, dont 394 692 berlines, 109 282 breaks (Caravan) et 15 136 camionnettes de livraison (sans lunette arrière). Il y a également 67 952 exemplaires de l'Opel 1200, autre nom de construction jusqu'en décembre 1962. L'Opel Rekord P2 arrive sur le marché en août 1960 avec une carrosserie redessinée et en grande partie la même technologie.

## Histoire
Le 13 août 1957, Edward W. Zdunek, PDG d'Adam Opel AG, présente l'Opel Olympia Rekord "P" dans la Stadthalle Wiesbaden (avec l'apparition du successeur du modèle P2, la voiture est ensuite appelée "P1"). Elle succède à l'Opel Olympia Rekord. Dotée d'une carrosserie à la mode, la nouvelle voiture est immédiatement bien accueillie. Les finitions de peinture et l'intérieur en tissu sont disponibles en deux couleurs.
Le nouvel essieu avant à double triangulation avec carrossage négatif des roues et des triangles de différentes longueurs, ainsi que la nouvelle boîte de vitesses à trois vitesses entièrement synchronisée avec changement de vitesse au volant et le moteur de 45 ch avec une cylindrée de 1,5 litre (40 ch dans le précédent Olympia Rekord) donne une nouvelle expérience de conduite.
Le véhicule est initialement proposé qu'avec deux portes. Au tournant de l'année 1958, quelques modifications sont apportées à l'équipement. Les supports de pare-soleil en métal et les patères rondes à l'arrière, également en métal, sont en plastique à partir de 1958. La conception des pare-soleil change, d'autres modifications mineures sont apportées aux feux arrière. La moulure en aluminium sous le pare-brise est tirée plus loin vers les portes. Un break (CarAVan) et une camionnette de livraison (sans vitres latérales arrière) sont également disponibles dès le départ. La CarAVan est principalement achetée par des artisans, car elle offre la combinaison idéale de voitures particulières et de société avec une charge utile élevée correspondante. Il était alors mal vu à l'époque de conduire une voiture d'artisan à titre privé. Après les vacances d'usine en 1959, Opel propose la Rekord P en tant que berline à quatre portes, tandis que les variantes break restent à deux portes. La poignée du couvercle du boîtier, auparavant massive, en fonte, est remplacée par une variante en métal léger.

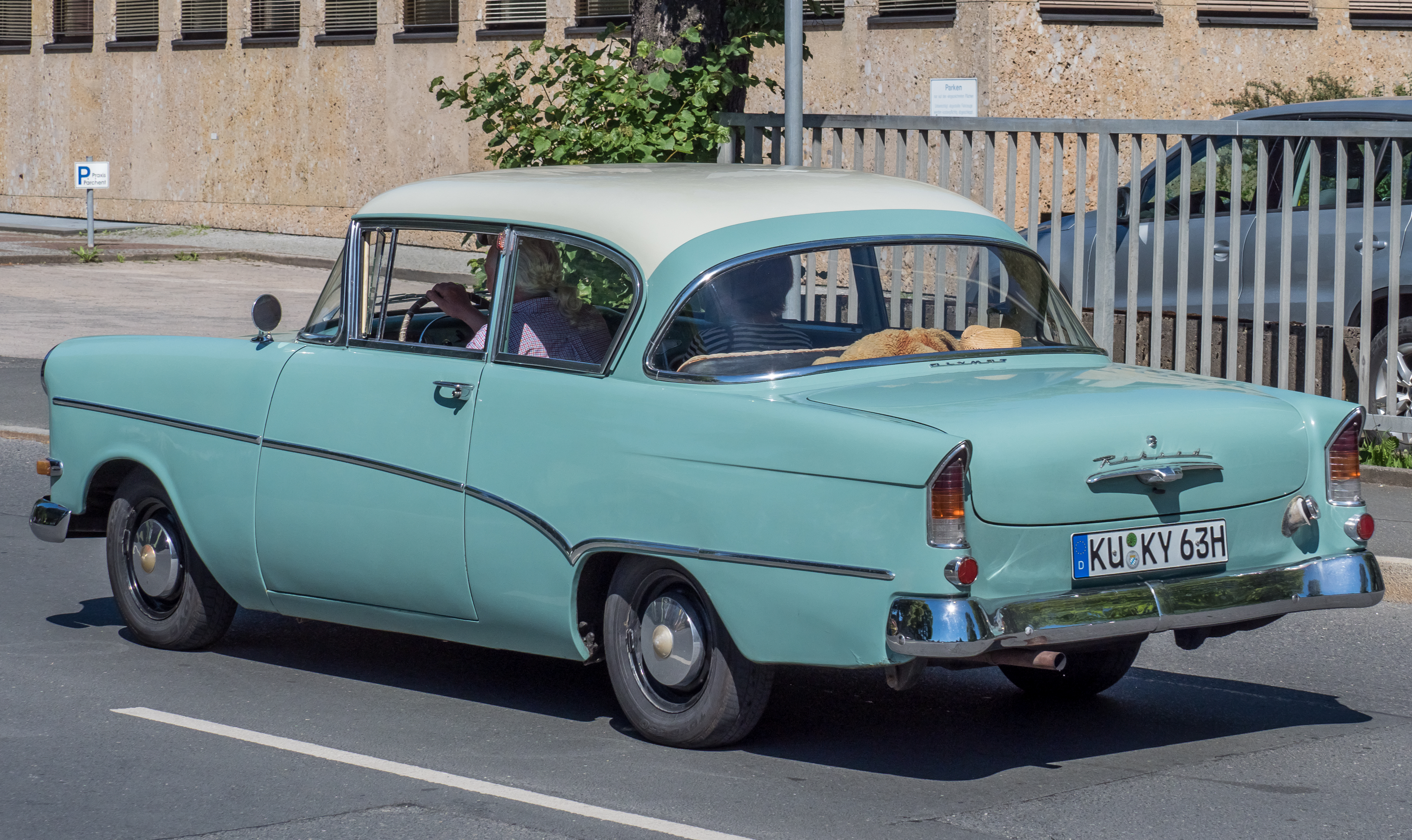
Arrière d'une Opel Rekord P1.

Il y avait aussi une version Olympia (également connue sous le nom d'Olympia P1) de base à deux portes. Ce modèle n'a pas de moulures latérales, de nombreuses pièces chromées des autres versions sont peintes et l'intérieur est plus simple. L'anneau chromé sur le volant et l'horloge Kienzle avec un mécanisme de remontage de 8 jours manquent, l'ouverture dans le tableau de bord est recouverte d'un capuchon en plastique noir. L'Olympia P1 n'a pas le lettrage "Rekord" sur les ailes avant comme CarAVan et la camionnette de livraison, mais "Olympia".
En tant que nouvelle version de base, Opel remplace l'Olympia par l'Opel 1200 (également connue à tort sous le nom d'Opel P1200) en octobre 1959, qui est destinée à concurrencer la Volkswagen Coccinelle. Le moteur de l'Opel 1200 développe 40 ch à partir d'une cylindrée de 1,2 litre. Comme caractéristique distinctive, au lieu du grand bras oscillant, une bande décorative étroite et légèrement incurvée est montée sur le côté, au-dessus de laquelle le lettrage "1200" est attaché aux ailes avant. Ce modèle n'a pas non plus de lettrage "Rekord" sur les ailes avant. Son équipement n'est pas aussi spartiate que l'Olympia. Elle est destinée à combler le temps jusqu'à la nouvelle Opel Kadett A et construite jusqu'en 1962, un temps plus long que les versions plus puissantes qui sont remplacées par l'Opel Rekord P2 en 1960. Il y a un modèle correspondant pour l'exportation sous le nom de "Opel 1500".

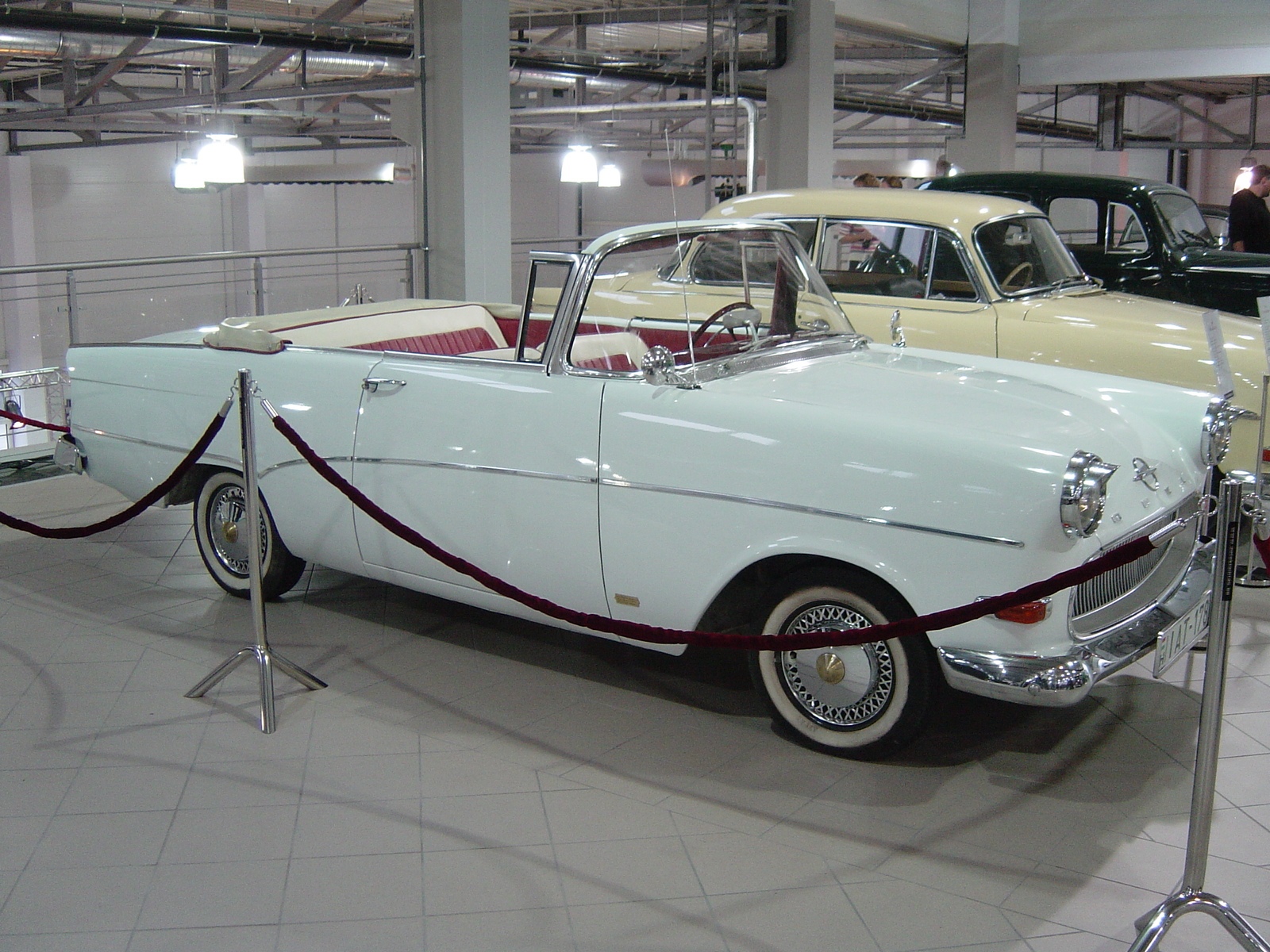
Opel Rekord PA cabriolet

Les premiers changements interviennent au printemps 1958 : le rétroviseur intérieur est fixé sur le bord supérieur du pare-brise au lieu du tableau de bord et, pour la première fois de cette série, un essuie-glace électrique à deux phases est installé. Jusque-là, l'arbre à cames entraînait les essuie-glaces via un arbre flexible ; une solution utilisée pour la première fois dans l'Opel Super 6 en 1937.
À l'été 1959, un moteur révisé de 1,5 litre est introduit, qui a 50 ch au lieu des 45 ch. Cette augmentation des performances est essentiellement obtenue grâce à des modifications de la culasse et du collecteur d'échappement. Au même moment, un moteur de 1,7 litre de 55 ch apparaît, identifié par le lettrage 1700 sur le panneau arrière et, comme les autres moteurs, sans filtre à huile. Sinon, les moteurs à quatre cylindres en ligne avec commande de soupape OHV sont basés sur la conception de l'Olympia de 1937.

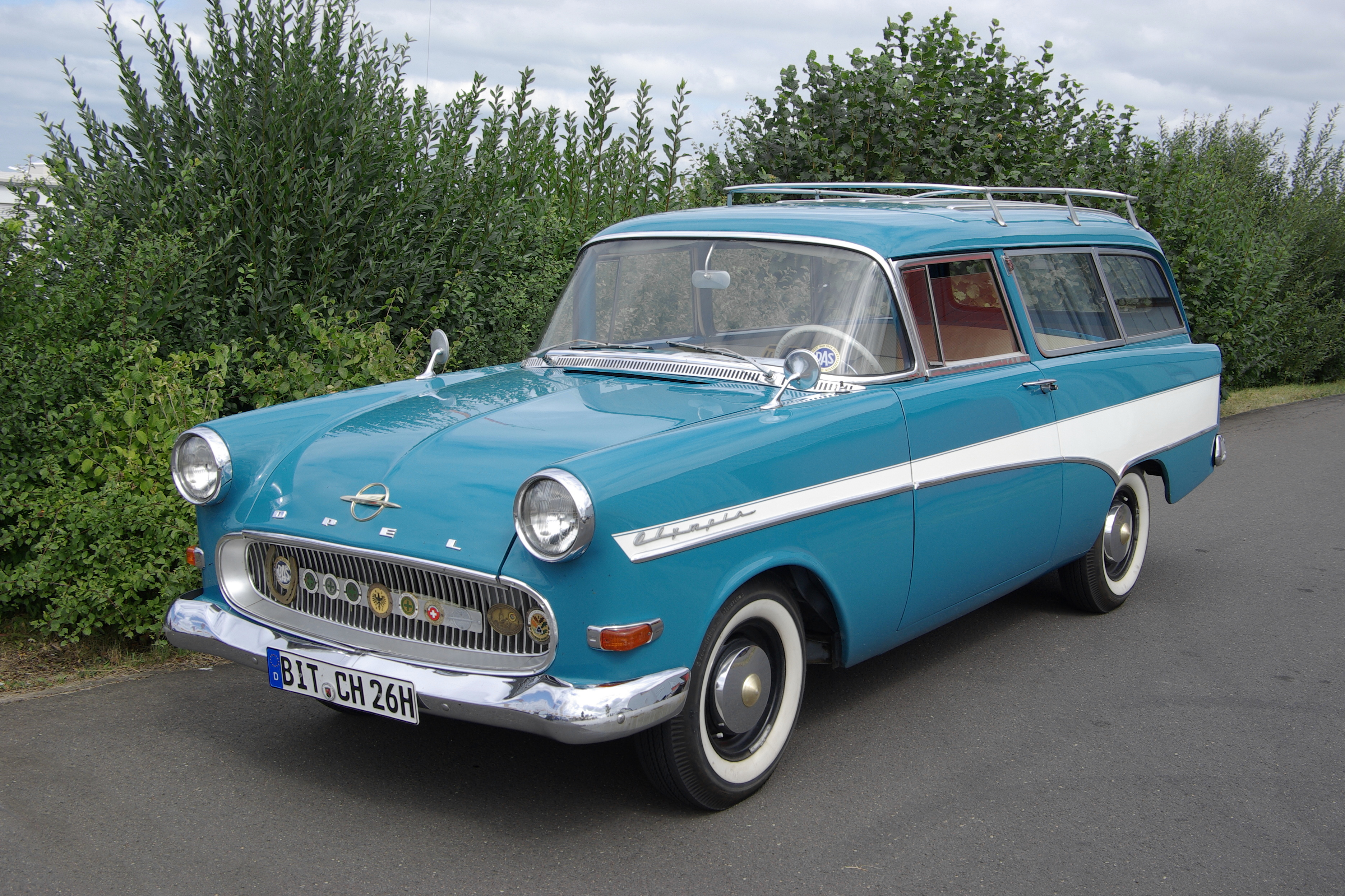
Opel Olympia Rekord P1 Kombi.

À partir du printemps 1958, l'Olympia Rekord P1 est disponible avec un Olymat en option (contrairement au Saxomat conventionnel à double embrayage), un embrayage automatique de Fichtel & Sachs, qui est peu apprécié. Le système se compose d'un embrayage centrifuge pour le démarrage et d'un deuxième embrayage pour changer de vitesse ; il n'y a pas de pédale d'embrayage. Le deuxième embrayage, actionné par la dépression du moteur, est activé lors du changement de vitesse par un contact électrique sur le levier de vitesses. Les véhicules avec Olymat reçoivient un lettrage Olymat sous la lunette arrière.
Autenrieth à Darmstadt propose des conversions de coupés et de cabriolets, qui seront rares, notamment en raison de leur prix d'achat élevé. Au total, 25 cabriolets auraient été construits, dont quatre sont encore connus aujourd'hui. Sur les trois coupés construits, deux auraient survécu.
Le modèle spécial Opel Rekord Ascona, produit en petit nombre par General Motors Suisse à Bienne à partir de la fin de 1959, n'est disponible qu'en Suisse. Le modèle, nommé d'après la ville d'Ascona sur le lac Majeur, est équipé du moteur de 1,5 litre de 55 ch et d'une finition de peinture bicolore en trois étapes avec un toit blanc, un intérieur bicolore et une sellerie en cuir, un chrome bande à un angle de 45° sur les ailes avant qui séparent les deux couleurs sous la ligne de ceinture et un lettrage Ascona sur les panneaux latéraux arrière. Seuls 10 exemplaires de ce modèle spécial existeraient.
La Rekord P1, comme ses successeurs plus tard, est construite par GM Afrique du Sud, avec une conduite à droite. Une version de la Rekord P1, construite à Port Elizabeth, en Afrique du Sud pour le marché intérieur, est une camionnette. Ce pick-up Opel porte le lettrage Olympia sur les ailes et fait son chemin vers l'Europe en très petit nombre en tant que véhicules à conduite à gauche.

## Données techniques
| Opel (Olympia) Rekord P1 (1957–1962) | Opel (Olympia) Rekord P1 (1957–1962)                                                                                                | Opel (Olympia) Rekord P1 (1957–1962)                                                                                                | Opel (Olympia) Rekord P1 (1957–1962)                                                                                                | Opel (Olympia) Rekord P1 (1957–1962)                                                                                                |
|                                      | 1200 (1958–1962) | 1500 (1957–1960) | 1500 (1959–1960) | 1700 (1959–1960) |
| ------------------------------------ | --- | --- | --- | --- |
| Moteur :                             | Moteur 4 cylindres en ligne (moteur à essence à quatre temps)                                                                       | Moteur 4 cylindres en ligne (moteur à essence à quatre temps)                                                                       | Moteur 4 cylindres en ligne (moteur à essence à quatre temps)                                                                       | Moteur 4 cylindres en ligne (moteur à essence à quatre temps)                                                                       |
| Cylindrée :                          | 1196 cm³ | 1488 cm³ | 1488 cm³ | 1680 cm³ |
| alésage × course :                   | 72 × 74 mm | 80 × 74 mm | 80 × 74 mm | 85 × 74 mm |
| Puissance (PS) à partir de 1/min :   | 29 kW (40 PS) 4400 | 33 kW (45 PS) 3900 | 37 kW (50 PS) 4000 | 40 kW (55 PS) 4000 |
| Couple max. à 1/min :                | 82 Nm 2500 | 98 Nm 2300 | 106 Nm 2100 | 120 Nm 2100 |
| Compression                          | 7,5 : 1 | 6,9 : 1 | 7,25 : 1 | 7,25 : 1 |
| Préparation du mélange :             | Un carburateur à courant descendant Opel (License Carter Carburetor) de 30 mm Ø                                                     | Un carburateur à courant descendant Opel (License Carter Carburetor) de 30 mm Ø                                                     | Un carburateur à courant descendant Opel (License Carter Carburetor) de 30 mm Ø                                                     | Un carburateur à courant descendant Opel (License Carter Carburetor) de 30 mm Ø                                                     |
| Commande de soupape :                | Soupapes en tête, poussoirs et culbuteurs arbre à cames latéral (OHV), entraîné par des engrenages droits                           | Soupapes en tête, poussoirs et culbuteurs arbre à cames latéral (OHV), entraîné par des engrenages droits                           | Soupapes en tête, poussoirs et culbuteurs arbre à cames latéral (OHV), entraîné par des engrenages droits                           | Soupapes en tête, poussoirs et culbuteurs arbre à cames latéral (OHV), entraîné par des engrenages droits                           |
| Refroidissement :                    | Refroidissement par eau, pompe et thermostat                                                                                        | Refroidissement par eau, pompe et thermostat                                                                                        | Refroidissement par eau, pompe et thermostat                                                                                        | Refroidissement par eau, pompe et thermostat                                                                                        |
| Transmission :                       | Boîte de vitesses à 3 vitesses, levier de vitesses au volant                                                                        | Boîte de vitesses à 3 vitesses, levier de vitesses au volant                                                                        | Boîte de vitesses à 3 vitesses, levier de vitesses au volant                                                                        | Boîte de vitesses à 3 vitesses, levier de vitesses au volant                                                                        |
| Suspension frontale :                | Suspension à double triangulation, ressorts hélicoïdaux, amortisseurs hydrauliques, barre anti-roulis                               | Suspension à double triangulation, ressorts hélicoïdaux, amortisseurs hydrauliques, barre anti-roulis                               | Suspension à double triangulation, ressorts hélicoïdaux, amortisseurs hydrauliques, barre anti-roulis                               | Suspension à double triangulation, ressorts hélicoïdaux, amortisseurs hydrauliques, barre anti-roulis                               |
| Suspension arrière :                 | Essieu rigide sur 2 ressorts à lames longitudinaux semi-elliptiques à 3 nappes de ressorts (Caravan : 4), amortisseurs hydrauliques | Essieu rigide sur 2 ressorts à lames longitudinaux semi-elliptiques à 3 nappes de ressorts (Caravan : 4), amortisseurs hydrauliques | Essieu rigide sur 2 ressorts à lames longitudinaux semi-elliptiques à 3 nappes de ressorts (Caravan : 4), amortisseurs hydrauliques | Essieu rigide sur 2 ressorts à lames longitudinaux semi-elliptiques à 3 nappes de ressorts (Caravan : 4), amortisseurs hydrauliques |
| Freins :                             | Freins à tambour à commande hydraulique, Ø 200 mm (Caravan arrière 230 mm)                                                          | Freins à tambour à commande hydraulique, Ø 200 mm (Caravan arrière 230 mm)                                                          | Freins à tambour à commande hydraulique, Ø 200 mm (Caravan arrière 230 mm)                                                          | Freins à tambour à commande hydraulique, Ø 200 mm (Caravan arrière 230 mm)                                                          |
| Carosserie :                         | Tôle d'acier, autoportante | Tôle d'acier, autoportante | Tôle d'acier, autoportante | Tôle d'acier, autoportante |
| Largeur de voie avant/arrière :      | 1260/1270 mm | 1260/1270 mm | 1260/1270 mm | 1260/1270 mm |
| Empattement :                        | 2541 mm | 2541 mm | 2541 mm | 2541 mm |
| Longueur :                           | 4433 mm | 4433 mm | 4433 mm | 4433 mm |
| Poids à vide :                       | 910–975 kg (Caravane : 1000–1015 kg)                                                                                                | 910–975 kg (Caravane : 1000–1015 kg)                                                                                                | 910–975 kg (Caravane : 1000–1015 kg)                                                                                                | 910–975 kg (Caravane : 1000–1015 kg)                                                                                                |
| Vitesse de pointe :                  | 119 km/h | 125–128 km/h | 125–128 km/h | 130–132 km/h |
| 0–100 km/h :                         | 33 s | 24–27 s | 24–27 s | 20–22 s |
| Consommation (Litre/100 km) :        | 9,0 Litre | 9,5–10,5 Litre | 9,5–10,5 Litre | 10–10,5 Litre |